# 時速
時速（じそく）とは、速度の表現のひとつ。1時間あたりに進む距離は、〜部分に単位つきの数字を置いて、「時速〜（じそく）」と表現される。
例）時速40km
これはどちらかというと日常的な表現であり、対して工学などでは40km/h（キロメートル毎時）と表現されるのが普通である。両者を比較して考えると分かるように、「時速」の部分は速さの単位の一部であるはずのものである。しかし日常会話では厳密さを問題としないため、そのことが忘れられがちになる。英語なら、工学では"40 km per hour"を、日常語では"40 km an hour"を用いるのが普通であり、双方の理解に乖離はない。
同種の表現に「分速〜（ふんそく）」「秒速〜（びょうそく）」 などがある。